# Cecil Rhodes
Pour les articles homonymes, voir Rhodes (homonymie).
Cecil John Rhodes (né le 5 juillet 1853 à Bishop's Stortford au Royaume-Uni et mort le 26 mars 1902 à Muizenberg en Afrique du Sud) est un homme d'affaires, un homme politique et un mécène britannique. 
Fondateur de la British South Africa Company et de la compagnie diamantaire De Beers, il est député de Barkly-West à l'assemblée législative du Cap (1881-1902) et Premier ministre de la colonie du Cap de 1890 à 1896. 
En plus de ses activités commerciales et politiques, il fut le créateur de la bourse Rhodes et légua à l'État sud-africain sa propriété de Groote Schuur (future résidence présidentielle au Cap) et les terrains sur lesquels seront construits l'université du Cap. La Fondation Mandela Rhodes, créée au début du XXIe siècle, associe son nom à celui de Nelson Mandela.
Figure majeure de l'impérialisme britannique en Afrique célébré par Rudyard Kipling,  visionnaire d'un empire britannique s'étendant « du Cap au Caire » (reliant ainsi le sud de l'Afrique à l'Égypte), son ambition le conduit à des actions controversées, comme la tentative de coup d'État au Transvaal (« raid Jameson ») en 1895, qui échoue et commence de ternir sa réputation. Son activisme est aussi associé à des conflits armés, comme la première et la seconde guerre ndébélé, à la seconde guerre des Boers (notamment à la défense de Kimberley), à la répression des populations locales et à l'exploitation des ressources naturelles.
Il meurt en 1902 à l'âge de 48 ans, laissant un héritage complexe, mêlant réalisations économiques et controverses liées à l'impérialisme et au colonialisme. Ainsi son héritage fut remis en question, d'abord par les Afrikaners en Afrique du Sud, puis par les populations de couleur, surtout à partir des années 1960, aboutissant notamment à débaptiser les territoires africains ayant porté son nom comme la  Rhodésie du Nord, devenue la Zambie en 1964, puis la Rhodésie du Sud/ Rhodésie devenue le Zimbabwe en 1980. Si son nom a aussi été donné à des localités (Rhodes) ou à des institutions (université Rhodes), d'autres espaces publics le célébrant, comme des parcs nationaux (Rhodes Matopos et Rhodes-Inyanga), ont fait l'objet de dé-commémoration ou de décolonisation partielle (modification d'odonymes et statues déboulonnées au Zimbabwe, mouvement Rhodes Must Fall à l'université du Cap en 2015).

## Biographie

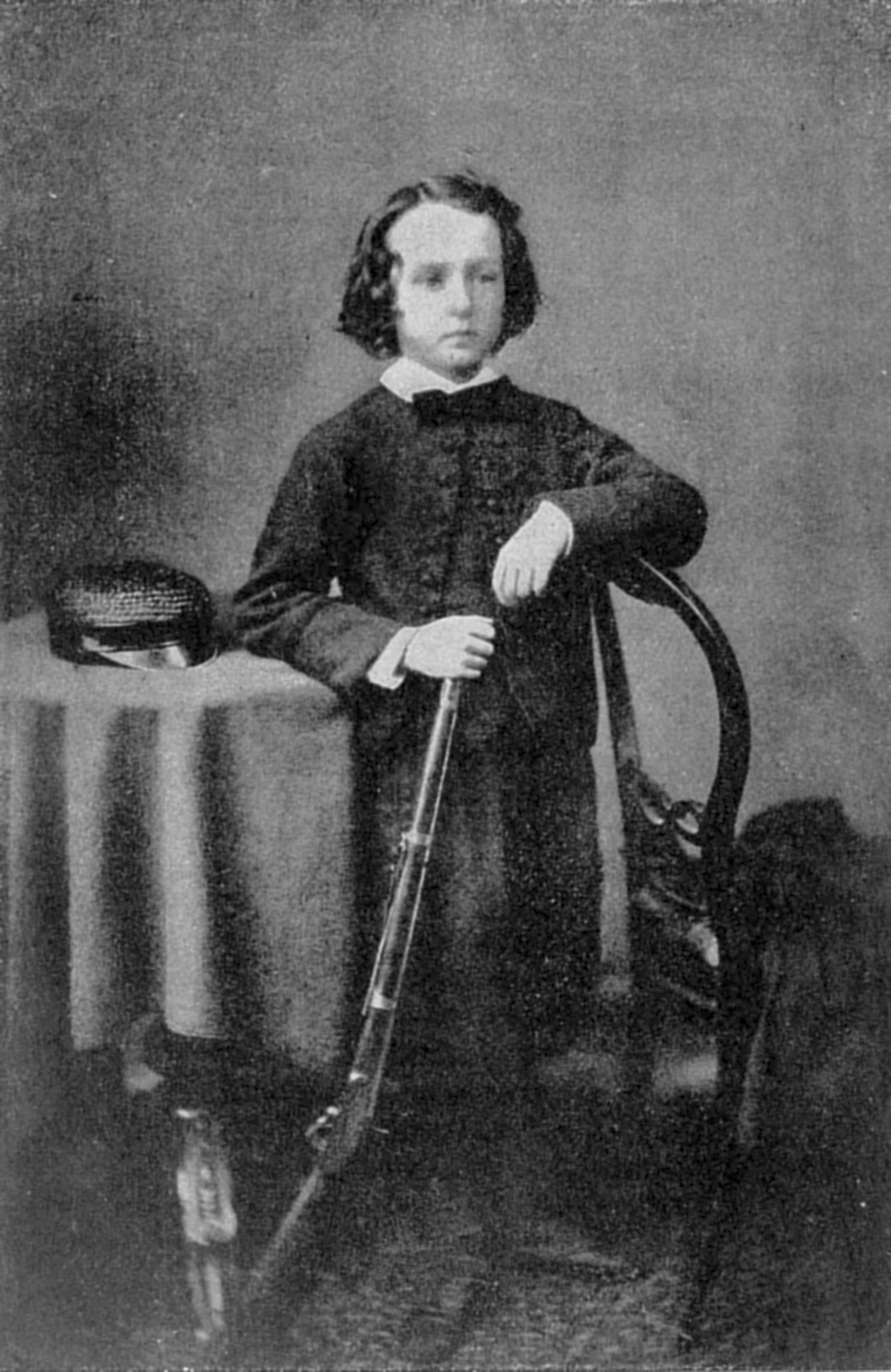
Cecil Rhodes enfant.

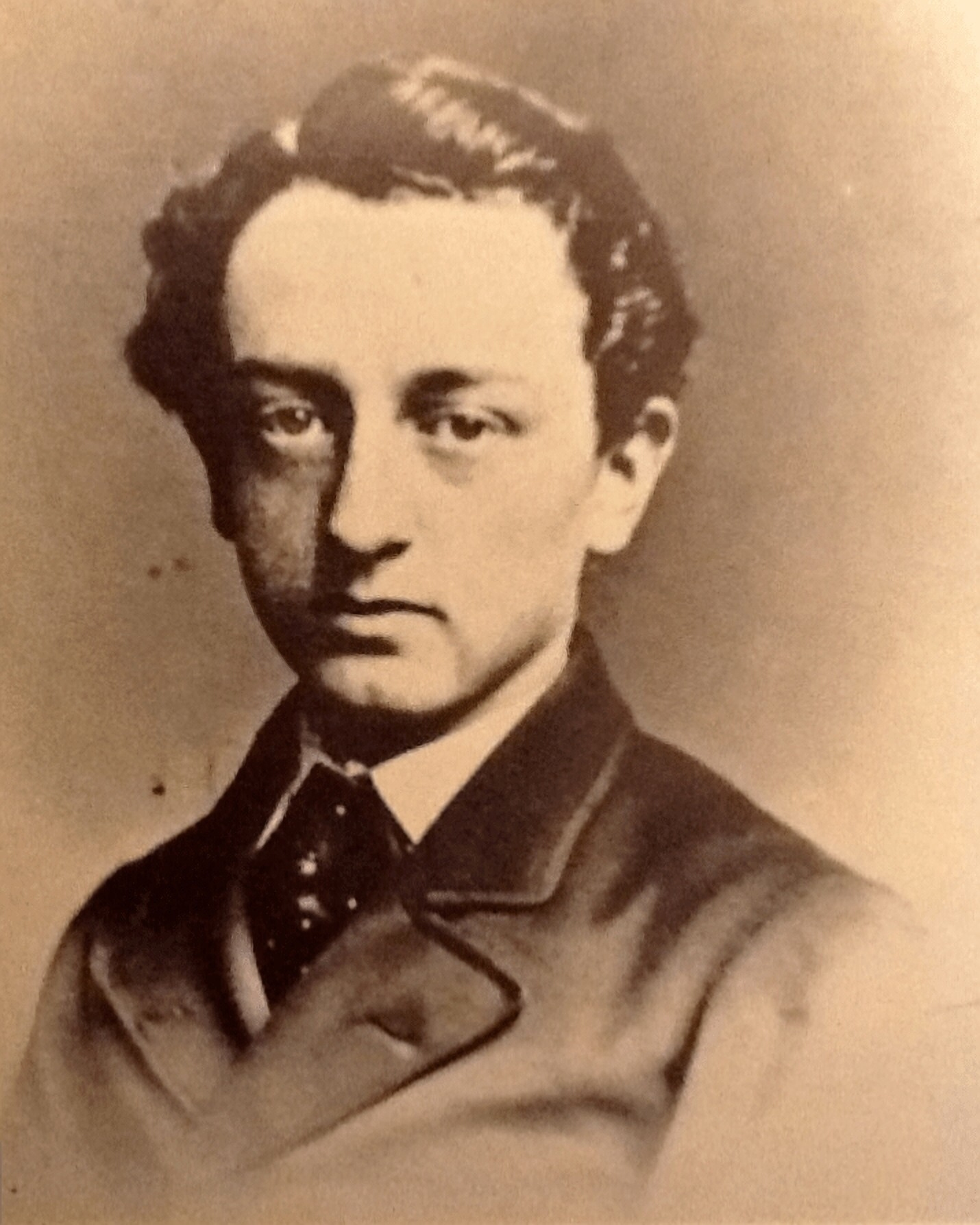
Cecil Rhodes à l'âge de 16 ans.

Cinquième fils du révérend (Église d'Angleterre) Francis William Rhodes (1807–1878) et de Louisa Peacock (1816–1873), sa seconde épouse, Cecil John Rhodes est né le 5 juillet 1853 en Angleterre. La fratrie compta en tout neuf garçons (dont deux morts en bas âge) et trois filles (dont l'une née du précédent mariage du révérend Rhodes).
Enfant brillant mais affligé d'une santé fragile, Cecil Rhodes n'a que 17 ans en 1870 quand, pour soigner son asthme, son père lui fait interrompre ses études pour rejoindre son frère Herbert établi comme fermier au Natal en Afrique du Sud où le climat devrait lui être plus favorable.
Après 70 jours de traversée de l'océan Atlantique, Cecil Rhodes débarque en Afrique le 1er septembre 1870. C'est alors un jeune homme sorti de l'adolescence, grand, dégingandé, anémique, blondinet, timide et réservé. Il vit d'abord à Pietermaritzburg avec l'argent prêté par sa tante Sophie avant de rejoindre son frère Herbert pour travailler dans les champs de coton de sa ferme située dans la vallée d'Umkomanzi. La terre est cependant impropre à cette culture ce qui pousse Herbert Rhodes, ayant entendu parler de la découverte des premiers diamants à Kimberley, à partir y tenter sa chance en mars 1871. Il est rejoint par son frère Cecil en octobre.
Sur les champs diamantifères, le jeune Rhodes se montre audacieux et inventif. Avec son frère, C.J. Rhodes commence à creuser pour trouver des diamants mais très vite, il se rend compte que vendre du matériel (tel que des pelles) et des denrées alimentaires aux mineurs est plus rentable. Il prend aussi conscience que le contrôle du volume de la production de diamant permet de déterminer les prix du marché à Londres. Il se donne alors l'objectif de construire un monopole sur les champs de Kimberley pour influer sur les prix du marché. Son frère Herbert, dépassé et dépité comme beaucoup de mineurs par la dureté de la prospection minière, abandonne pour sa part les champs diamantifères et laisse son jeune frère à ses affaires et à ses ambitions.

### Un autodidacte doué et ambitieux

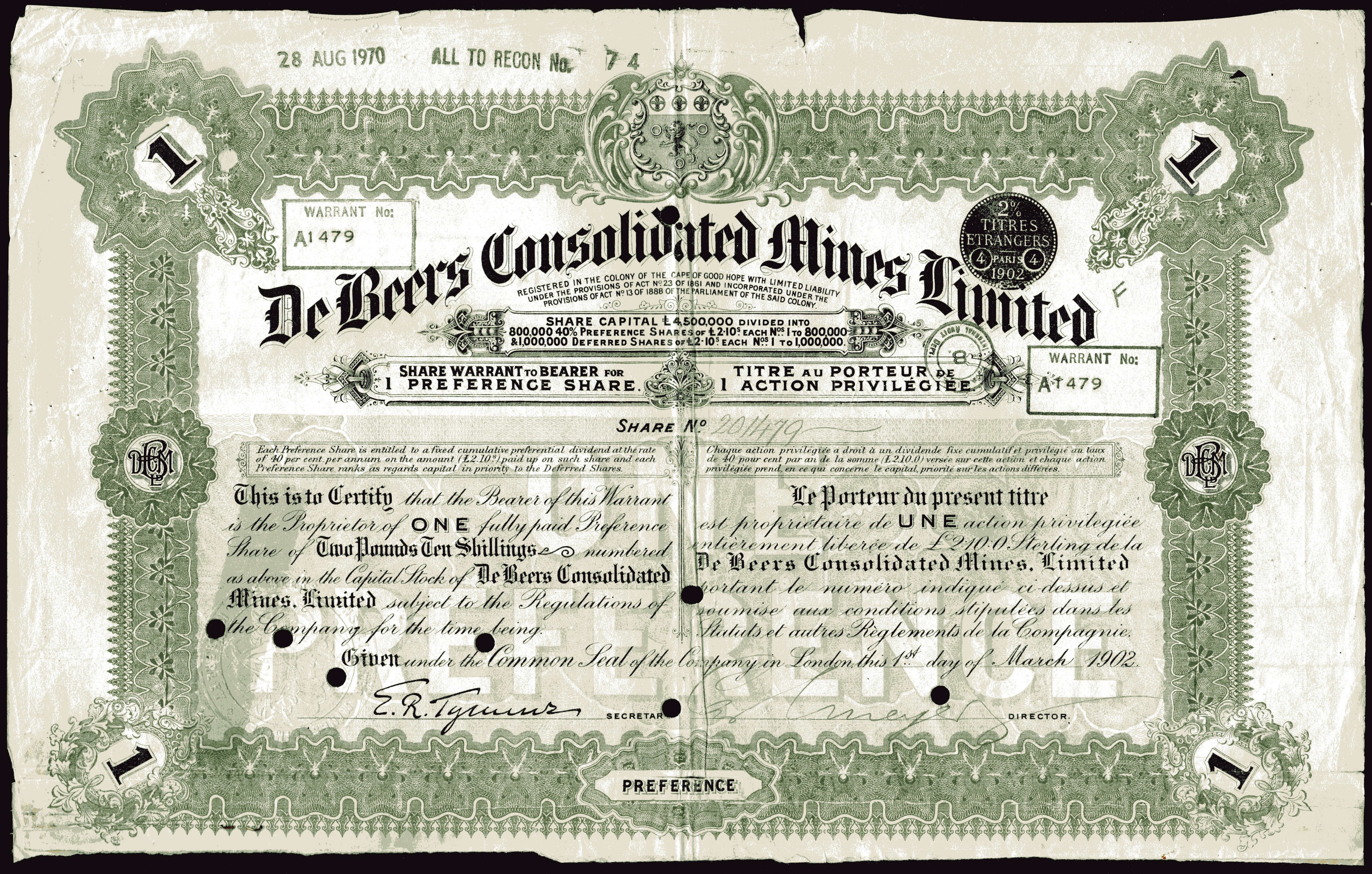
Action de la De Beers Consolidated Mines Ltd. en date du 1 mars 1902

C.J. Rhodes réalise ses premiers profits par la vente de matériels et de denrées alimentaires, avec lesquels il rachète progressivement les concessions minières à des prospecteurs qui ne trouvent rien et qu'il rassemble en une concession unique. Il tisse également un réseau de relations d'affaires avec les diamantaires influents de Kimberley avec lesquels il s'engage à travailler. Parmi ces hommes figurent Charles Rudd, Barney Barnato, Alfred Beit, Leander Starr Jameson ainsi que John X. Merriman. C'est à Charles Rudd que Rhodes confie ses intérêts financiers à Kimberley en 1873, quand il retourne en Angleterre pour compléter ses études au Oriel College à Oxford.
À partir de 1885, toutes les mines de diamants de la région de Kimberley lui appartiennent à quelques exceptions près.
En mars 1888, après avoir triomphé de son unique rival, Barney Barnato, Rhodes forme l'entreprise De Beers Consolidated Mines contrôlant 90 % de la production mondiale de diamants. Il investit également dans la Niger Oil Company aux côtés de Charles Rudd et fonde Rhodes Fruit Farms dans le district viticole de Stellenbosch, où il achète plusieurs fermes dont  les domaines viticoles de Rhone et Boschendal.
Si Cecil Rhodes est désormais un homme riche, l'argent n'est pas pour lui une finalité mais un moyen au service d'une grande ambition, la suprématie de la Grande-Bretagne. Cette ambition résulte de l'influence à Oxford des cours de John Ruskin qu'il suit assidûment et renforcent sa foi en la cause de l'Empire britannique. Il est notamment marqué par un discours de Ruskin exhortant ses étudiants à se fixer un objectif à réaliser pour leur pays (l'Angleterre) et pour eux-mêmes, de faire en sorte que cet objectif permette de faire de leur pays une source d'inspiration éclairée et de paix pour le reste du monde.
Plus spécifiquement, Ruskin fait de la création de colonies à travers le monde la raison d'être de l'Angleterre. L'attachement de Rhodes à développer l'Empire britannique est une ambition d'autant plus notable parmi ses pairs que c'est un roturier, qu'il n'est ni membre de l'aristocratie britannique ni fonctionnaire de haut rang du gouvernement. Mais Rhodes croit en l'ascension sociale et ses études à Oxford lui ouvrent les portes d'une loge maçonnique ainsi que celles de la haute société britannique. Elles lui permettent ainsi de rencontrer des gens influents qui seront ses futurs associés en affaires, comme Rochefort Maguire et Charles Metcalfe,  jusqu'à pouvoir dîner avec la reine d'Angleterre.

### Premier ministre de la Colonie du Cap

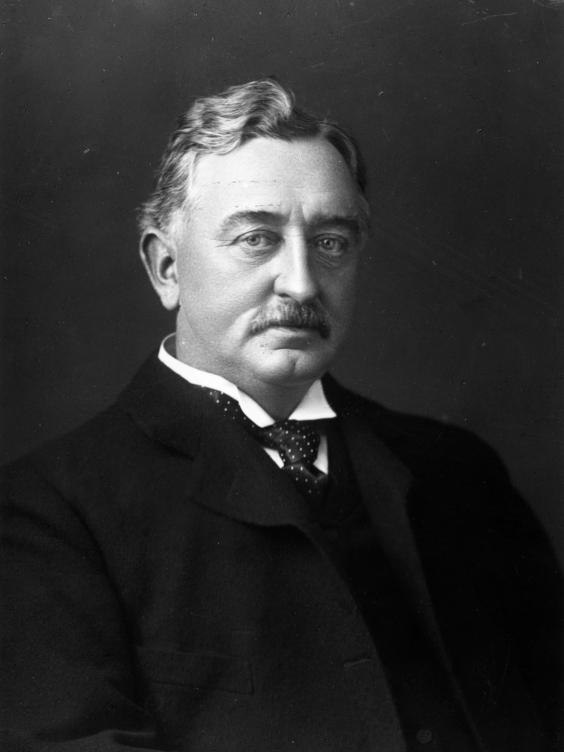
Cecil Rhodes, un homme d'affaires doué et un Premier ministre habile.

De retour en Afrique du Sud, à tout juste 28 ans et fraîchement diplômé, il se fait élire en 1881 comme député de Barkly-West à l'assemblée législative du Cap avec l'appui des nationalistes afrikaners de l'Afrikaner Bond, le parti de Jan Hofmeyr. Barkly West était une circonscription rurale à majorité boer, difficile a priori pour un anglophone. Elle lui reste cependant acquise jusqu'à son dernier souffle.
En politique intérieure britannique, Rhodes soutient le parti libéral en Angleterre mais aussi Charles Stewart Parnell et l'Irish Parliamentary Party, du moment qu'ils acceptent de demeurer dans l'Empire britannique. En politique intérieure sud-africaine (colonie du Cap), il soutient l'égalité entre le néerlandais et l'anglais dans l'enseignement public.
En 1890, il est élu premier ministre de la colonie du Cap, alors qu'il est nommé au même moment directeur de la British South Africa Company (BSAC), société qu'il a fondée, et dont il se sert pour revendiquer et coloniser au nom de la couronne britannique les territoires situés au nord du fleuve Limpopo.
En tant que premier ministre, Rhodes fait voter des lois favorables aux mines et aux industriels, comme le Glen Grey Act qui incite les populations noires à quitter les zones rurales pour s'établir près des zones urbaines afin d'y rechercher du travail, et devenir ainsi un réservoir de main d'œuvre à bon marché pour les magnats miniers. Il est aussi à l'initiative du développement des chemins de fer pour faciliter le commerce, mais aussi du développement du transport routier. Rhodes initie notamment la construction d'une grande route vers le nord (actuelle route nationale 1) qui va du Cap à Beitbridge.

### Un bâtisseur d'empire

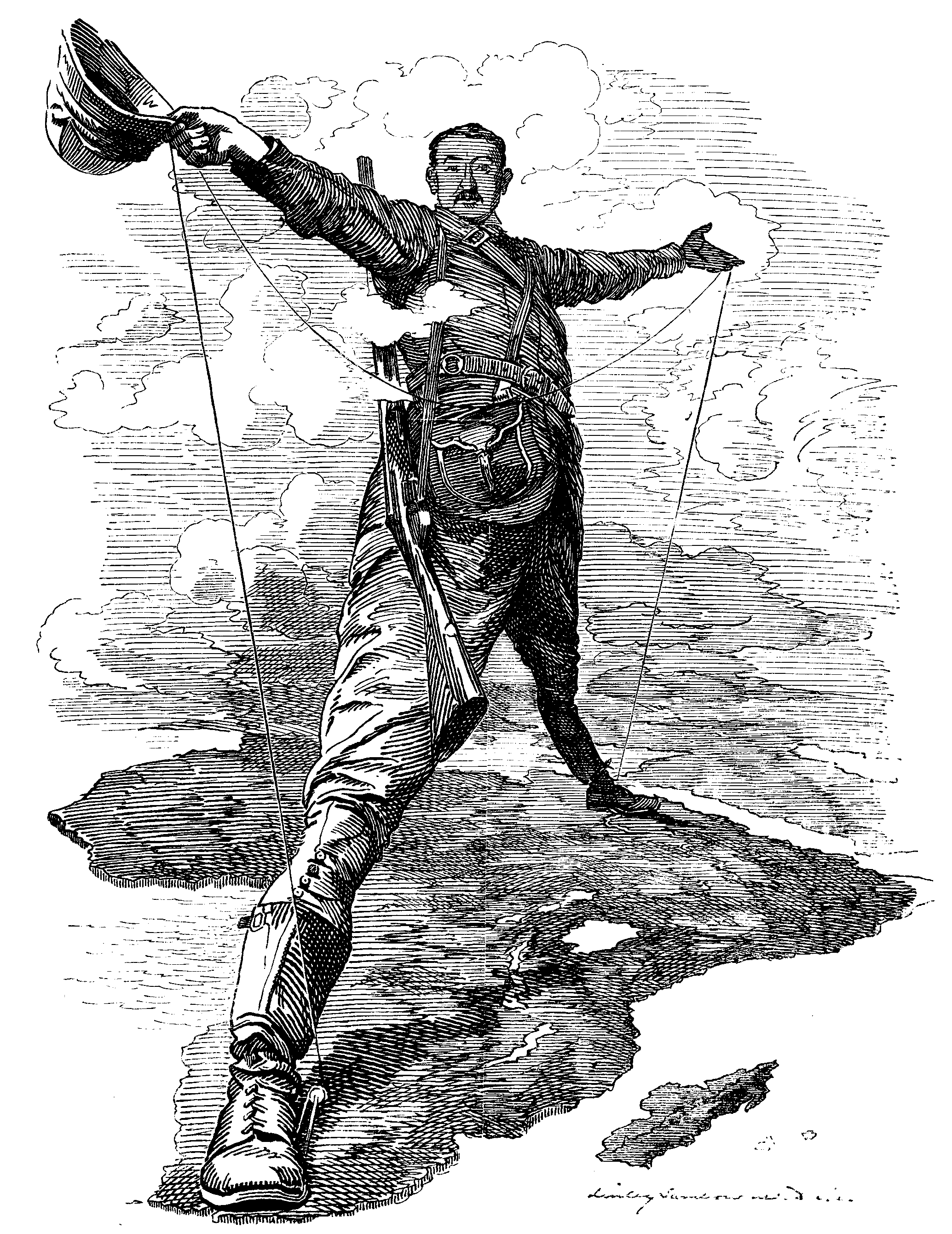
L'Afrique britannique du Caire au Cap selon Rhodes.

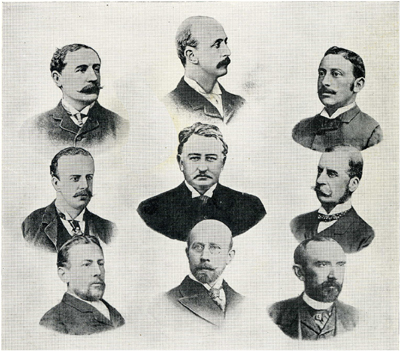
Le premier comité directeur de la British South Africa Company avec de gauche à droite et de haut en bas :
1er rang : Horace Farquhar, Albert Grey et Alfred Beit
2e rang : le comte de Fife, Cecil Rhodes et le duc d'Abercorn
3e rang : Lord Gifford, Herbert Canning et George Cawston.

Dans les années 1880, Cecil Rhodes est la personnalité politique et économique la plus influente d'Afrique australe. Globalement, son ambition est de favoriser l'impérialisme britannique en Afrique du Sud. Ses rêves impériaux ne se limitent pas à cette seule région. Son ambition impériale englobe le Moyen-Orient, les côtes de la Chine et du Japon, l'océan Pacifique et l'Amérique du Sud. Il entreprend de faire de ses rêves une réalité à commencer par le sud de l'Afrique. Son ambition politique est d'ailleurs de repeindre celle-ci aux couleurs du Royaume-Uni. Ainsi, dès son élection au parlement du Cap en 1881, il envisage l'annexion de territoires permettant de relier l'ensemble des possessions africaines de l'Empire britannique et de créer une liaison ferroviaire qui irait du Caire, au nord, au Cap, tout au sud.
Cette grande ambition est cependant entravée par la présence des républiques boers et des possessions matabélées au nord du fleuve Limpopo. Rhodes n'est toutefois pas un ennemi des Afrikaners, avec qui il collabore étroitement au Cap via l'Afrikaner Bond. Ainsi défend-il régulièrement la cause des républiques boers car le fondement de son système philosophique est l'unité de la race germanique, anglo-saxonne, appelée selon lui à diriger le monde. Les Boers sont ainsi intégrés dans sa vision du monde dominée par l'Empire britannique. Il souhaite par conséquent la mise en place d'une fédération d'Afrique du Sud qui serait comparable à celle du Canada, mais les dirigeants des républiques boers n'en veulent pas. Par ailleurs, la construction de la ligne de chemin de fer reliant le Transvaal à la baie de Delagoa, en territoire mozambicain, est un frein au rêve fédéral de Rhodes, car elle permet à cette République sud-africaine enclavée de ne plus être dépendante de la colonie du Cap.
Le fait que le bassin du Limpopo-Zambèze n'ait pas été attribué à une quelconque sphère d'influence lors de la conférence de Berlin, en 1884-1885, complique en outre les ambitions de Rhodes. Dès 1885, dans un article du Times, il incite le gouvernement britannique à établir un protectorat sur le Matabeleland, situé au nord du Transvaal. En 1887, depuis la colonie du Cap, Cecil Rhodes commence à faire campagne pour l'annexion du Matabeleland et du Mashonaland par le Royaume-Uni, faisant pression sur plusieurs hauts responsables coloniaux dont le haut-commissaire pour l'Afrique du Sud, Hercules Robinson, et Sidney Shippard, l'administrateur britannique du territoire du Bechuanaland. Grâce à De Beers et à Gold Fields of South Africa, la société d'extraction aurifère qu'il créée avec Charles Rudd, Cecil Rhodes a maintenant les moyens financiers de faire de son rêve d'un empire africain une réalité. Il a néanmoins encore besoin d'une charte royale pour pouvoir administrer des territoires au nom du Royaume-Uni via une compagnie à charte et, à cette fin, doit présenter à Whitehall une concession, signée par un souverain local, lui accordant des droits de prospection exclusifs dans les territoires qu'il espère annexer. Rhodes vise le bassin du Limpopo-Zambèze alors dominé politiquement depuis le Matabéléland par le roi Lobengula. Mais ce sont cependant les Boers de la république sud-africaine du Transvaal (ZAR) qui sont les premiers à obtenir des succès diplomatiques avec le Roi des Matabélés.
Alerté par ce rapprochement diplomatique qui contrarie l’expansionnisme britannique, Cecil Rhodes dépêche à la cour de Lobengula, dès novembre 1887, ses propres représentants afin de discréditer les Boers. Parmi eux, le missionnaire John Smith Moffat qui doit convaincre le roi d'être plus favorable aux intérêts britanniques et de s'opposer aux Boers. Le 11 février 1888, Lobengula accepte finalement l'accord britannique. Le document que paraphe Lobengula proclame que les Matabélés et les Britanniques sont en paix, que Lobengula négocie exclusivement avec les Britanniques et que le roi ne vendra ou ne cédera aucune partie du Matabeleland ou du Mashonaland. À la suite de la signature de ce document, Rhodes peut maintenant négocier une concession et désigne Charles Rudd pour mener le groupe des négociateurs britanniques auprès de Lobengula. Le 13 octobre 1888, celui-ci, en échange de fusils et d'une rente, « concède » aux commanditaires de Rudd des droits miniers sur les territoires du Matabeleland, au sud du fleuve Zambèze, paraphant alors l’annexion de son royaume (195 000 km2) mais aussi celui du Mashonaland sur lequel il ne règne pas en totalité. Pour Rhodes, cette concession est « tellement gigantesque, que c'est comme donner toute l'Australie à un homme ». Inquiet cependant à l'idée de s'être fait flouer, Lobengula décide de suspendre la concession et envoie une délégation en Angleterre, munie d'une lettre et d'un message oral, à destination de la reine Victoria.
Rhodes passe alors plusieurs mois du printemps 1889 à rassembler des soutiens à sa cause dans le West End, la Cité de Londres, mais aussi dans les propriétés rurales de l'aristocratie foncière. Il parvient ainsi à rallier des personnalités influentes comme Harry Johnston et à recevoir celui de la presse britannique pour la création d'une compagnie à charte dans le centre-est de l'Afrique. Le 29 octobre 1889, près d'un an jour pour jour après la signature de la concession Rudd, la nouvelle compagnie de Rhodes, la British South Africa Company (BSAC ou « Compagnie britannique d'Afrique du Sud »), reçoit officiellement la charte royale de la part de la reine Victoria garantissant la légitimité de la concession par la Couronne britannique. La charte, accordée pour une durée de 25 ans, donne à la BSAC l’autorisation d’exploiter la concession et lui attribue tous les pouvoirs similaires à ceux des compagnies d'Afrique de l'Est, du Niger et de Nord-Bornéo. La zone d'opération de la BSAC est cependant définie de manière extrêmement vague : elle a le droit d'opérer au nord du Bechuanaland et du Transvaal et à l'ouest du Mozambique portugais, mais les limites septentrionale et occidentale ne sont pas indiquées. La Compagnie est enfin rendue responsable du maintien de la paix et de l'ordre dans ses territoires et a non seulement ainsi l'autorité pour entretenir des forces de police mais aussi pour missions d'abolir l'esclavage, d'interdire la vente d'alcool aux autochtones et de protéger les traditions locales.

#### Le fondateur de la Rhodésie

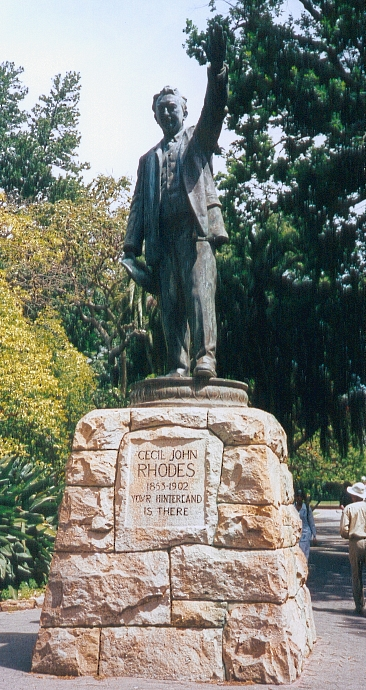
Statue de Cecil Rhodes dans les jardins de la Compagnie au Cap. Œuvre de Henry Pegram (1908) et piédestal en grès de Sir Herbert Baker.

Cecil Rhodes capitalise la BSAC à hauteur d'un million de livres (environ 630 millions de livres de 2012) et utilise ses autres sociétés pour investir dans sa nouvelle entreprise. De Beers et Gold Fiels investissent respectivement 200 000 et 100 000 £, tandis que Rhodes apporte personnellement 45 000 £. Finalement, près de la moitié du capital de la Compagnie est détenu par ses principaux responsables (Rhodes, Beit, Rudd et leurs associés).
En juillet 1890, Rhodes devient Premier ministre de la colonie du Cap grâce au soutien de l'Afrikaner Bond et annonce que son premier objectif est l'occupation du bassin du Limpopo-Zambèze. En quelques mois, sa compagnie constitue la Pioneer Column (ou colonne de pionniers) composée d'une centaine de volontaires qui a pour mission d'occuper et de commencer le développement du Mashonaland.
Le 6 mai 1890, au nom de l’Empire britannique, pour Cecil Rhodes et pour la Reine Victoria, ces pionniers partent de Kimberley en direction du Matabeleland, menés par le major Frank Johnson et le célèbre explorateur Frederick Courtney Selous, escortés par des policiers. À chaque pionnier, la BSAC attribue 12 km2 de terres et 15 droits de prospection en récompense de ses services. Après avoir contourné le centre des territoires de Lobengula, ils fondent Fort Victoria (27 juin 1890) et Fort Charter avant de s'arrêter le 12 septembre 1890 sur le site de la future capitale, Fort Salisbury (nommé d'après le premier ministre britannique), où ils hissent le drapeau du Royaume-Uni.
En 1891, Cecil Rhodes rachète la concession de l'homme d'affaires hambourgeois Eduard Lippert, que celui-ci avait obtenue de Lobengula pour administrer le commerce, fonder des banques et frapper de la monnaie dans le territoire de la BSAC et sur des terres du Mashonaland situées en bordure extérieure. Rhodes récupère notamment des droits fonciers exclusifs accordés pour un siècle par Lobengula, y compris la permission de fonder fermes et villes et de lever l'impôt. Si Lobengula pensait conclure avec un concurrent de la BSAC, il ne réalise la tromperie et la cession du contrat à Rhodes qu'en mai 1892. Le royaume matabélé, affaibli, coexiste alors difficilement avec les implantations de la BSAC dans le Mashonaland et au nord du Zambèze.
Le 13 août 1893, Lobengula refuse d'accepter le paiement qui lui était dû dans les termes de la concession Rudd. Après quelques escarmouches, la Première Guerre ndébélé éclate en octobre 1893. Très vite, grâce à leur puissance de feu, les troupes de la BSAC progressent tandis que les Ndébélé subissent une grave défaite à la bataille de la Shangani (25 octobre 1893). Le Kraal royal ndébélé de Bulawayo est incendié par Lobengula, obligé de s'enfuir. Ses terres sont partagées par la BSAC qui accorde 3 000 morgens, 20 titres aurifères et une partie du bétail aux colons de Fort Victoria. Quant aux autres chefs tribaux matabélés, ils acceptent à l'unanimité la paix avec la BSAC.

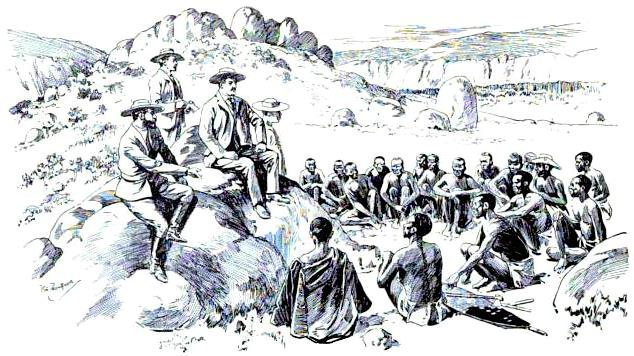
Les négociations d'armistice entre Rhodes et les chefs Ndébélés le 21 août 1896 dans les collines de Matopos.

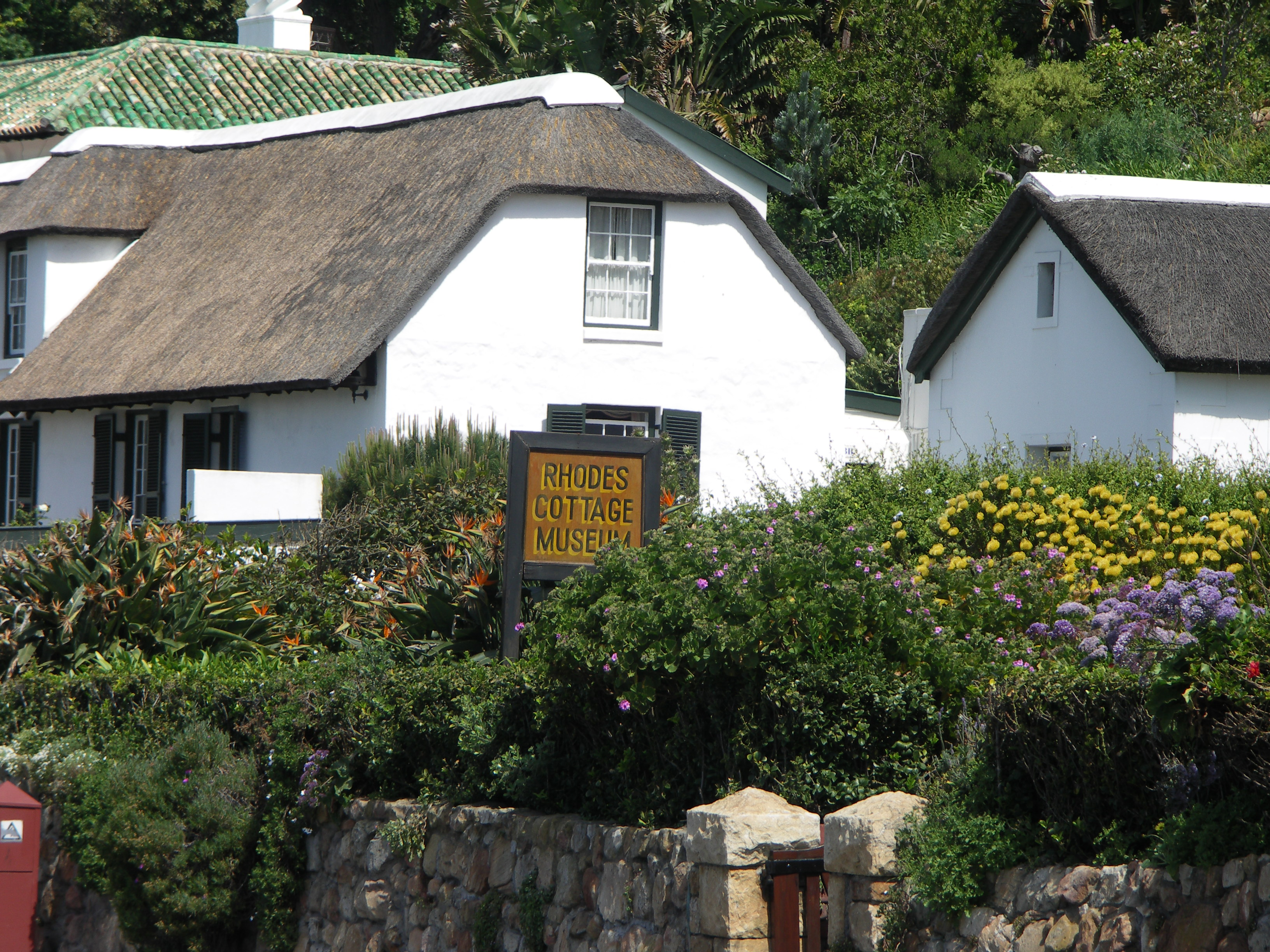
Rhodes Cottage Museum à Muizenberg.

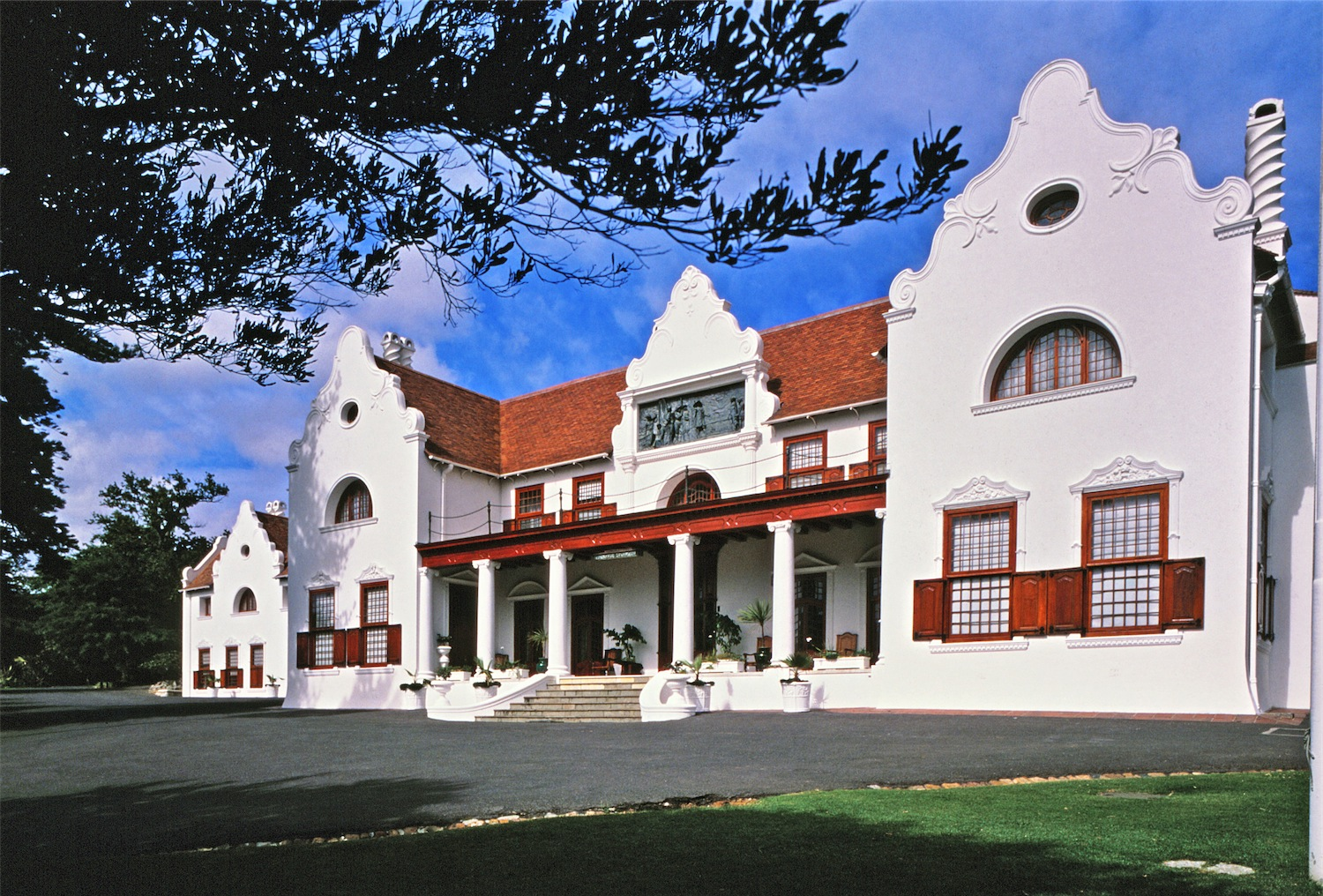
Groote Schuur, résidence de Rhodes au Cap.

Le nom de Rhodésie, qui était utilisé depuis 1892 par la plupart des premiers colons pour désigner les possessions de la BSAC, est officialisé par la compagnie de Rhodes en mai 1895 et par le Royaume-Uni en 1898. Plus particulièrement, les territoires jusque-là divisés en Zambézie du Nord et Zambézie du Sud en amont et en aval du fleuve Zambèze, sont baptisés Rhodésie du Nord et Rhodésie du Sud en l’honneur de Rhodes (le nom faillit être celui de Cecilia, en l’honneur de la marquise de Salisbury).
En janvier 1896, constatant la surprenante faiblesse de l’armée de la BSAC après l’échec du raid Jameson sur le Transvaal, les Ndébélés déclenchent la « première chimurenga » (rébellion ou guerre de libération) pour protester contre les conditions de vie imposées par les Britanniques. Les districts les plus isolés du Matabeleland sont évacués par les colons, retranchés dans les enceintes de Bulawayo, Gwelo, Belingwe et Tuli qui sont vite assiégées. En juin, le Mashonaland est à son tour gagné par la révolte. La route Salisbury-Umtali est coupée par les rebelles shonas. Assiégés dans leurs villes, les colons rhodésiens plaident alors auprès de Cecil Rhodes pour qu'il mette en œuvre une politique d’extermination des autochtones. Dans un discours prononcé en juin 1896 à Bulawayo, Rhodes les rassure en leur affirmant que « maintenant, nous devrons les chasser dans la brousse, dans les pierres et dans les kopjes… Leurs réserves de nourriture viendront à manquer et leur courage disparaîtra… ce pays sera le refuge d’une race blanche ». Puis, sous la pression du gouvernement de Londres, il vient en personne, désarmé — sans escorte mais accompagné de trois amis — au milieu des monts Matobo afin de négocier un armistice avec les chefs ndébélés, le 21 août 1896, .
Deux mois plus tard, la paix est signée : les Ndébélés récupèrent une partie de leurs terres et un certain degré d’autonomie sur leurs affaires intérieures, mais de leur côté, les Shonas continuent de résister. Rhodes est tenté d’accepter la proposition de paix du chef shona Makoni mais le haut commandement britannique s’interpose, résolu à exiger une reddition sans condition. Celle-ci intervient finalement après la pendaison, à titre d'exemple, des principaux dirigeants, Kagubi et Nehanda, le 27 avril 1898.
Tenant en estime les Ndébélés, Cecil Rhodes se déclare prêt à pratiquer une politique humaniste et libérale de coopération loyale. Lord Grey, un autre administrateur de la BSAC, est quant à lui convaincu de la capacité des Shonas à moderniser leur économie et ne les juge nullement serviles ou stupides comme les lui avaient décrits des colons, mais ces derniers, opposants irréductibles à l'assimilation, empêcheront de telles politiques de se réaliser.

#### L'opposition avec les Boers

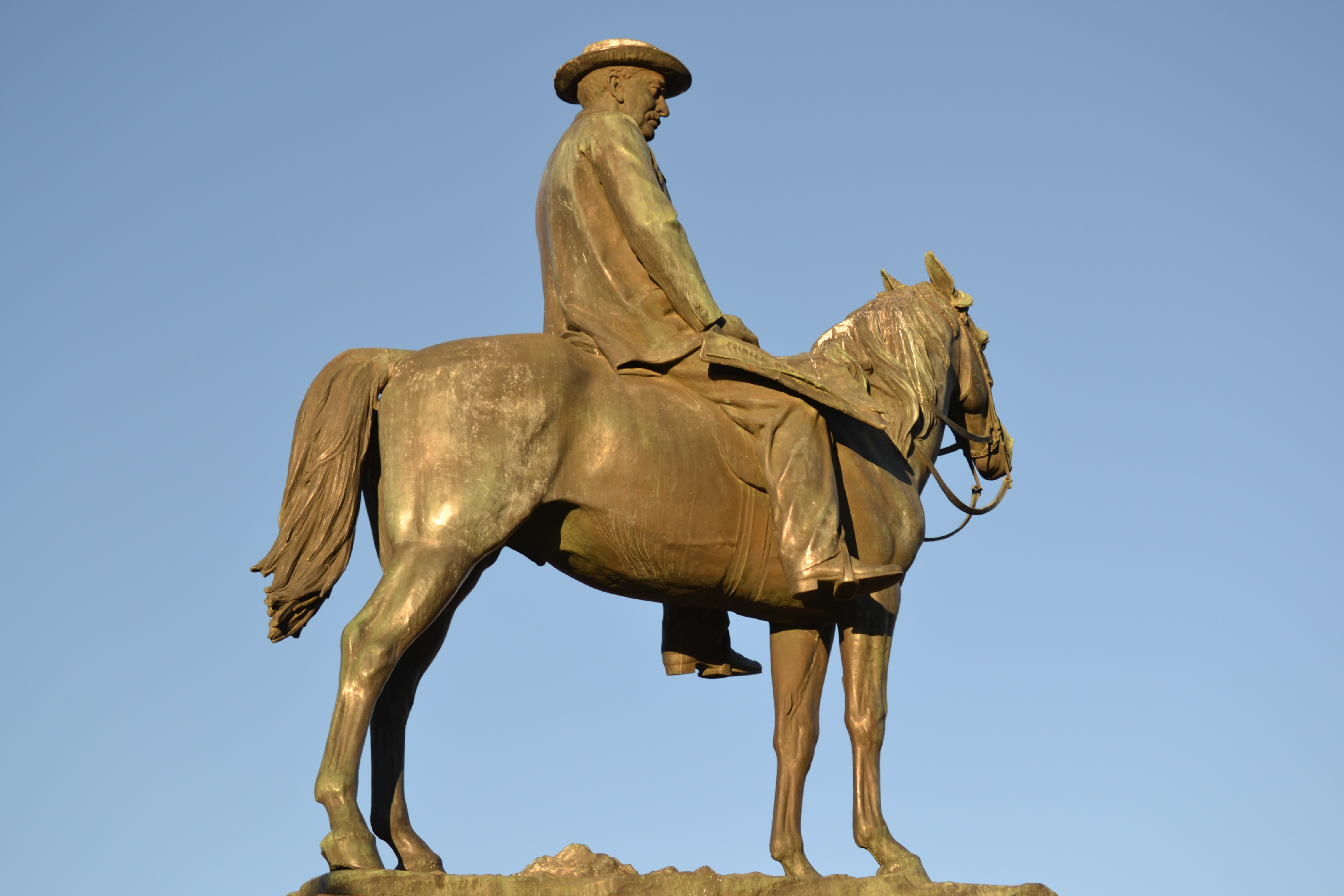
Statue équestre de Cecil Rhodes à Kimberley, érigée quelques années après le siège de la ville durant la seconde guerre des Boers.

Après la défaite de Lobengula, les territoires au nord du fleuve Limpopo sont sous domination britannique, mais l'ambition de Rhodes de relier Le Caire au Cap reste contrariée par l'existence des républiques boers, totalement affranchies du Royaume-Uni. La république sud-africaine du Transvaal, riche en or et dirigée par Paul Kruger, est convoitée à la fois par l'homme d'affaires et par l'impérialiste Cecil Rhodes. Désapprouvant les méthodes de gouvernement de Kruger et sa politique vis-à-vis des uitlanders (étrangers anglophones), son souhait est de voir renverser le patriarche et d'installer au Transvaal un gouvernement favorable aux intérêts britanniques et des grands groupes miniers. Prétextant du refus de la république boer d'accorder le droit de vote aux centaines de milliers de résidents étrangers venus s'établir à Johannesbourg, le docteur Leander Starr Jameson, confident de Rhodes, organise directement en 1895 une expédition punitive contre le Transvaal, en fait une tentative de coup d'État. Ce « raid Jameson » est un fiasco qui débouche sur la mise en cause de Cecil Rhodes puis sa démission en 1896 de son poste de Premier ministre de la colonie du Cap, alors que son propre frère, Frank Rhodes, est inculpé au Transvaal pour haute trahison.
Durant la seconde guerre des Boers, Rhodes est retranché à Kimberley durant le siège de la ville, où il organise la résistance et fait notamment construire le canon « Long Cecil » par une équipe de la De Beers, pour compenser le manque de pièces d'artillerie de la garnison,.
Sa santé fragile l'oblige néanmoins à s'éloigner des affaires politiques.

### Une mort précoce

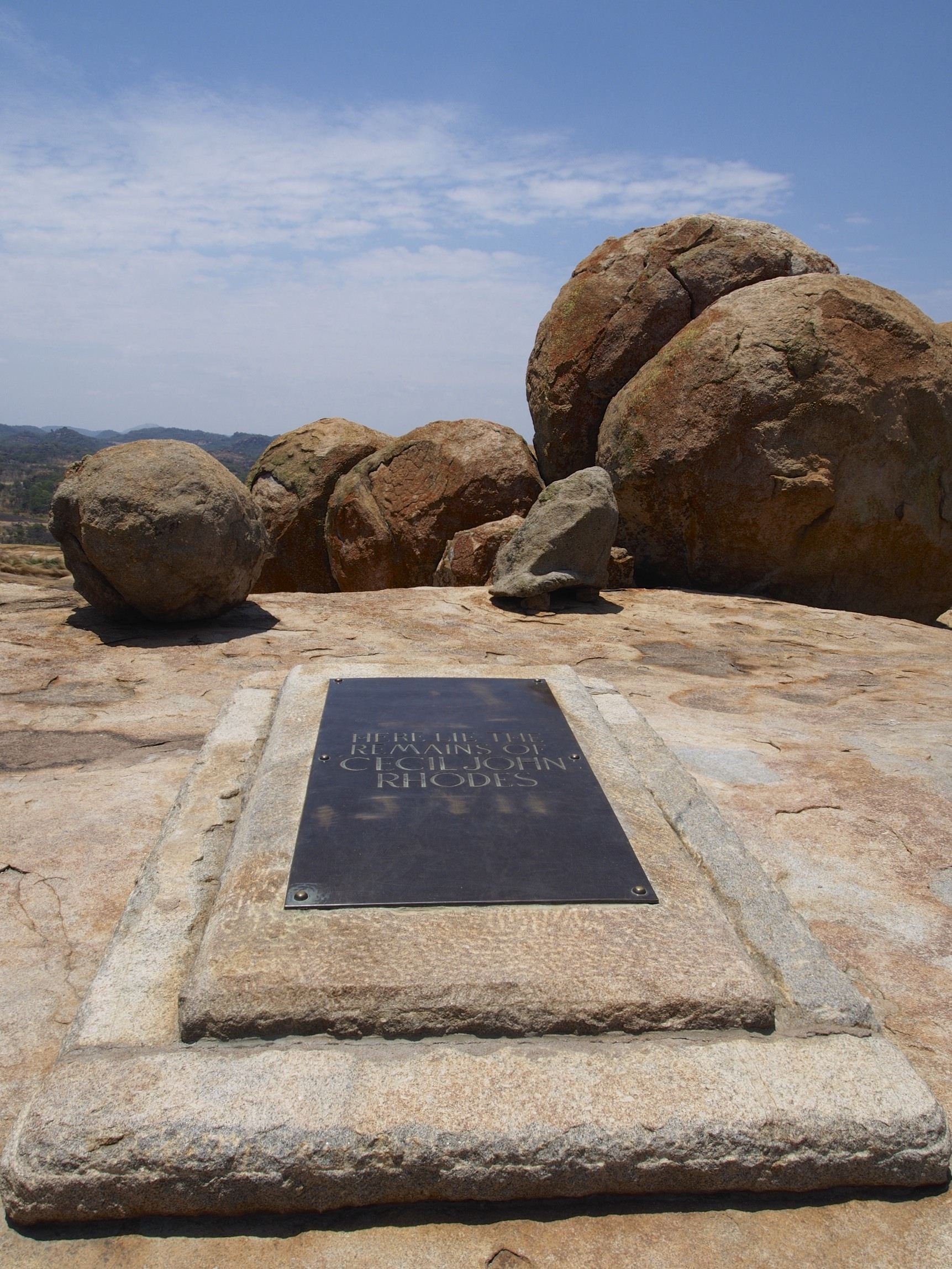
Tombe de Cecil Rhodes dans les collines de Matopos (actuel Zimbabwe).

Cecil Rhodes se retire à Muizenberg, près du Cap, où il meurt d'un cancer le 26 mars 1902, à 48 ans.
Après des funérailles nationales au Cap où son corps est exposé dans l'enceinte du parlement, sa dépouille est transportée par train jusqu'en Rhodésie du Sud via des arrêts marqués à Kimberley et Mafeking. Il est enterré le 10 avril 1902 près de Bulawayo, sur les monts Matopo, après la lecture d'un poème spécialement écrit en son honneur par Rudyard Kipling et salué notamment par des centaines de guerriers Ndébélés qu'il avait combattus quelques années auparavant.
Sur sa tombe figurent ces simples mots : « Ci-gît Cecil John Rhodes ».

## Vie privée
Cecil Rhodes ne se maria jamais, disant avoir trop de travail. Des écrivains tels Wilbur Smith, mais aussi des universitaires ont suggéré que Rhodes était homosexuel. Neville Pickering, son secrétaire avec lequel il vécut quatre ans (1882-1886), fut décrit comme ayant été son amant. Rhodes lui avait légué ses biens dans un premier temps, mais Pickering meurt avant lui. Ses relations proches avec ses autres secrétaires tels Henry Latham Currey et Philip Jourdan, ainsi qu'avec Leander Starr Jameson, ont alimenté également les rumeurs sur son orientation sexuelle.
Jameson est mort en Angleterre en 1917 ; son corps a été transféré en 1920 dans une tombe située à proximité de celle de Rhodes.

## Mécénat

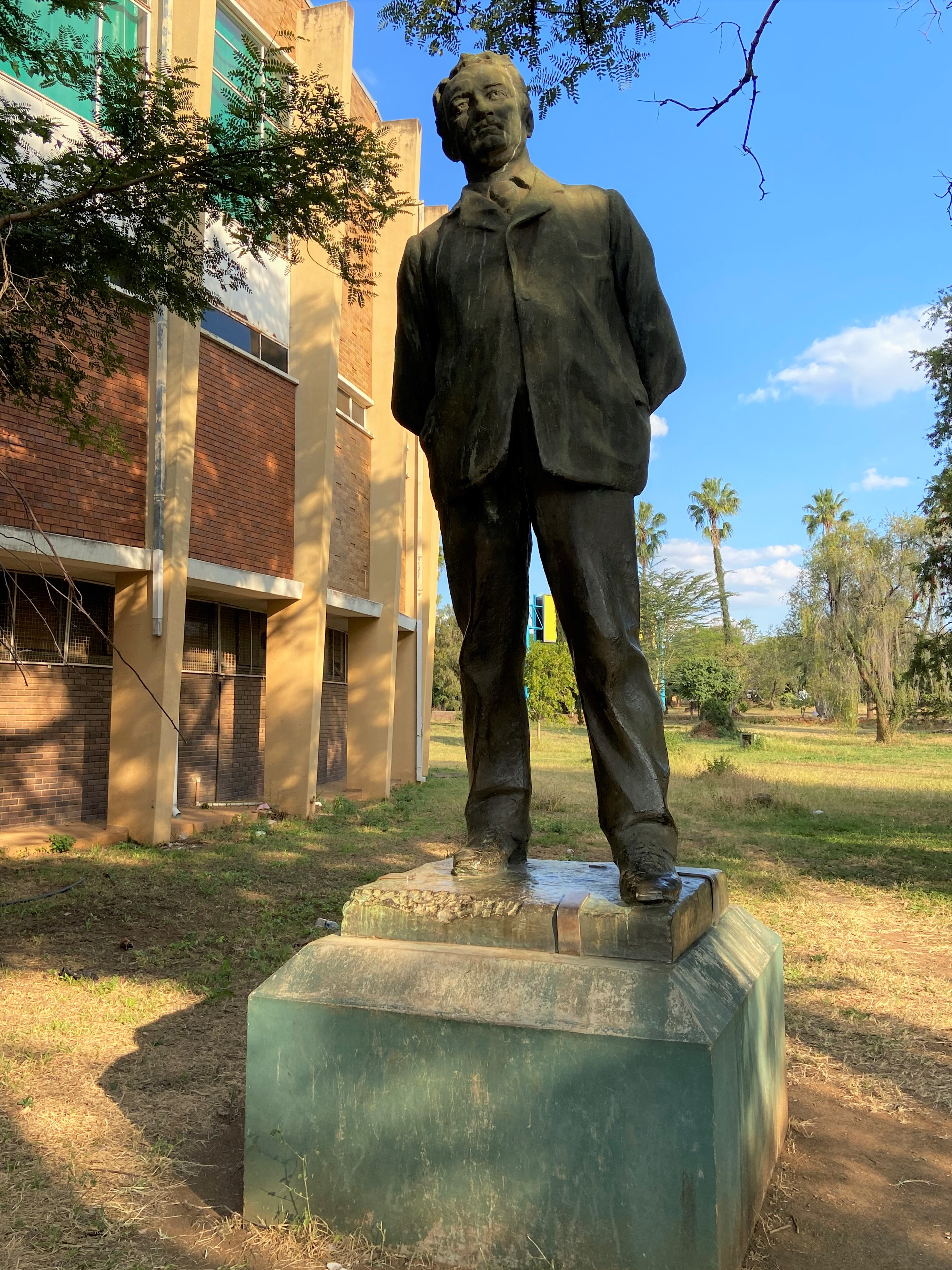
La statue de Rhodes à Bulawayo, autrefois érigée sur Main street (actuel Nkomo Str.), déplacée en 1981 dans les jardins du Centenary Park, près du muséum d'histoire naturelle. Elle y fait face à celle de Charles Coghlan.

Rhodes fut de son temps un mécène de l'université d'Oxford  et de la future université du Cap ,.
Pour lui, « aucun étudiant ne doit être disqualifié pour l'obtention d'une bourse d'études en raison de sa race ou de ses opinions religieuses »,.
Dans son testament, il crée une fondation (Fondation Rhodes) chargée de la gestion d'une bourse scolaire. Celle-ci, la bourse scolaire Rhodes (Rhodes Scholarships), permet aux étudiants les plus méritants de poursuivre leurs études gratuitement à l'université d'Oxford. Conformément aux souhaits de Cecil Rhodes, « il importe avant tout qu’un candidat ait manifesté un talent marqué pour l’étude et des aptitudes intellectuelles de niveau élevé. L’intégrité, l’altruisme, l’esprit d’initiative, les qualités de meneur et l’intérêt porté à ses contemporains sont autant d’attributs nécessaires, de même que l’énergie pour mettre pleinement à profit ses talents ». La bourse Rhodes est habituellement accordée pour une durée de deux ans, selon le programme suivi par le boursier qui doit être originaire d'un pays ou ancien pays du Commonwealth ou bien d'Allemagne ou des États-Unis.
Parmi ses bénéficiaires figurent notamment Alain Locke (1907), écrivain et futur mécène afro-américain, Bill Clinton, futur président américain, ou encore Tony Abbott, futur Premier ministre australien.
En 2003, en ligne avec les principes formulés dans son testament par Cecil Rhodes, un programme de développement d'une hégémonie pour l'Afrique a été créé en 2003 par la fondation Rhodes et par la Fondation Nelson Mandela. L'activité principale de la fondation Mandela-Rhodes est d'offrir une bourse aux étudiants africains qui entreprennent des études de troisième cycle dans les universités sud-africaines. En participant à la création de cette fiducie philanthropique, la fondation Rhodes entendait marquer le centenaire de sa création par un geste significatif pour l'investissement en Afrique du Sud.

## Un mythe impérial et controversé

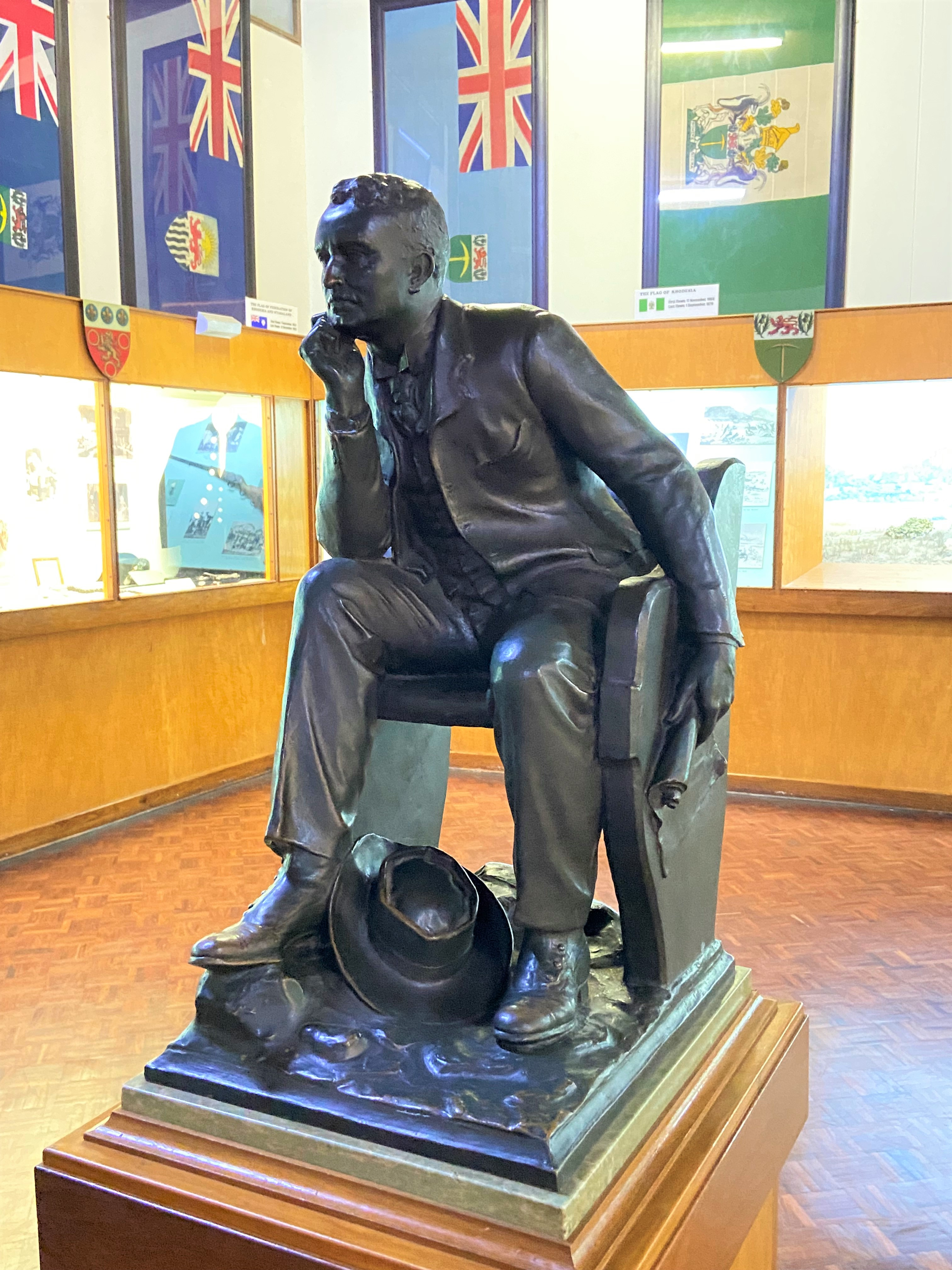
Salle du Hall of Chiefs consacrée à Cecil Rhodes et au début de l'histoire de la Rhodésie au Natural History Museum à Bulawayo.

Rhodes est resté dans l'imaginaire britannique et sud-africain comme l'archétype de l'homme d'affaires impitoyable, un impérialiste nationaliste déterminé et parfois cruel, mais aussi comme un visionnaire. L'historien David Engels, dans une analogie avec Elon Musk, souligne ainsi que Oswald Spengler considérait Cecil Rhodes comme la première figure véritablement césarienne de l'ère moderne parce qu'il était, entre autres, un bâtisseur d’empire, un capitaliste richissime, un politicien hors pair ou encore un maître en propagande.
Son charisme, son appétit, son tabagisme, son obsession pour les bains et les rasages ainsi que son penchant pour la boisson faisaient partie de ses caractéristiques notoires. Bien que riche, il ne vivait pas dans un luxe ostentatoire. Sa propriété de Groote Schuur était néanmoins somptueuse. Il la légua à l'État sud-africain.
Soulignant son rôle dans l'histoire coloniale britannique, l'historien Richard McFarlane mentionne que Rhodes a eu un impact sur l'histoire de l'Afrique australe équivalent aux rôles joués à leur niveau par George Washington et Abraham Lincoln sur l'histoire des États-Unis,. L'historien Raymond C. Mensing note que Rhodes croyait en la supériorité et l'exemplarité des institutions britanniques et qu'il n'était pas raciste du point de vue biologique, mais adepte d'un racisme culturel (en), croyant en la supériorité et la domination culturelle des Anglo-saxons, et des Britanniques en particulier. L'historien Robert Rotberg indique que Rhodes avait notamment l'idée de développer un Commonwealth permettant aux territoires sous gouvernance britannique d'être représentés au parlement britannique. Il estime également, devant une commission à l'Oriel College, que Rhodes n'était pas personnellement raciste, bien que son action et son attitude ait pû encouragé par la suite des législations ségrégationnistes dans les premières années de l'Union sud-africaine. 

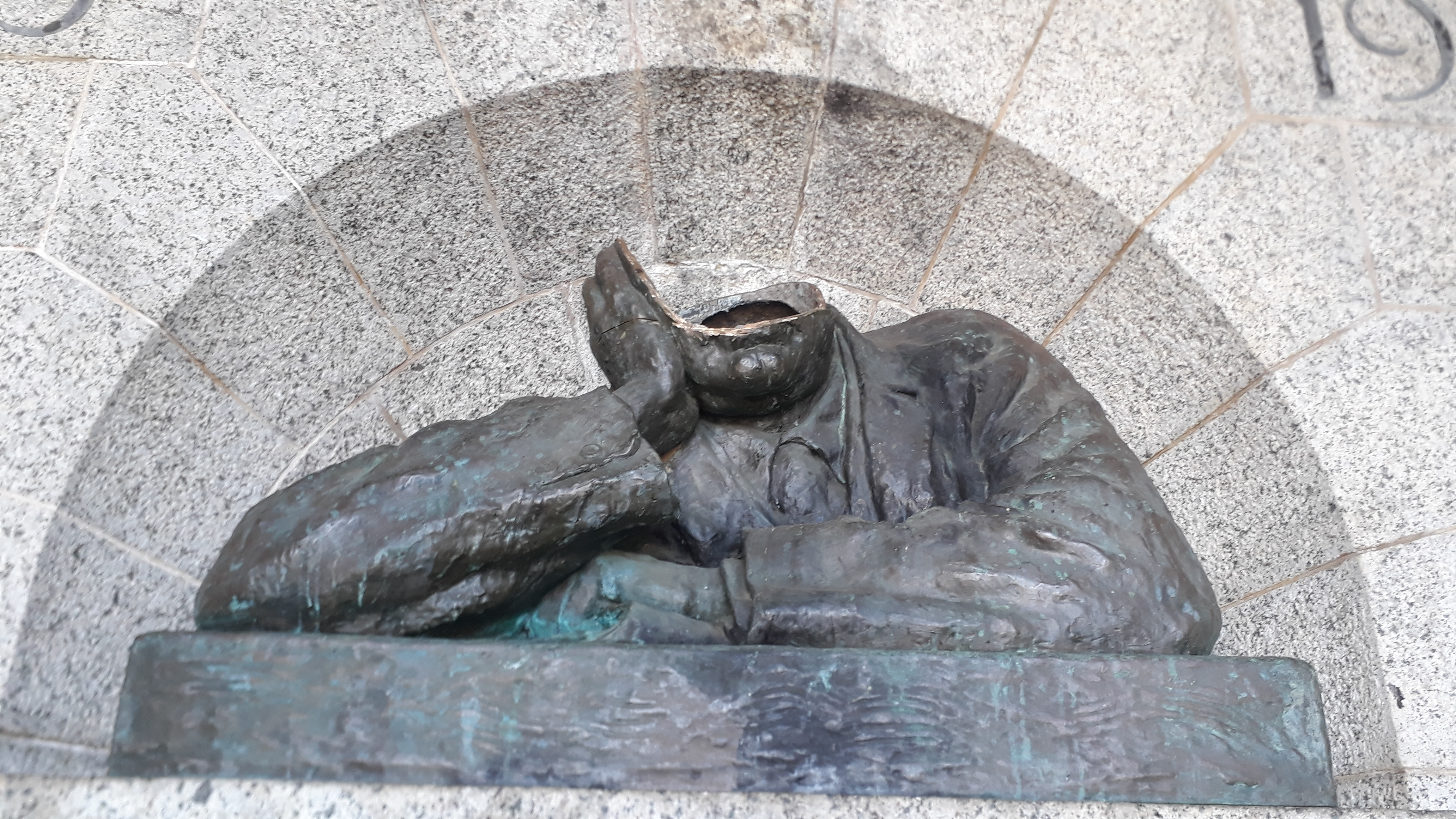
Son buste au Rhodes Memorial décapité à la meuleuse en juillet 2020.

Si ses contemporains lui ont dressé de nombreuses louanges, la postérité retient par la suite qu'il était un ardent colonialiste et impérialiste, représentatif de valeurs obsolètes qui n'ont plus cours après la période de décolonisation de la seconde partie du XXe siècle. Ainsi, à l'aune de l'évolution des mentalités, les portraits dressés de Rhodes par les historiens et les journalistes se font rétrospectivement de plus en plus négatifs, notamment en ce qui concerne son comportement vis à vis des populations noires,. À partir de 2015 en particulier, il est présenté dans les médias comme un « architecte de l'apartheid », voire un « suprémaciste blanc »,,, même s'il a soutenu le droit de vote (pondéré) pour les Africains dans une vision paternaliste des rapports sociaux, quand d'autres l'excluaient totalement. 
D'autres refusent de rejeter en bloc l'homme d'affaires et le mécène et, à l'instar d'Allister Sparks, ancien militant anti-apartheid et éditorialiste du Rand Daily Mail, préfèrent affirmer que Cecil Rhodes était, malgré tout, un homme remarquable, quelles que soient ses zones d'ombres. Ainsi, relève t-il qu'il devait sa fortune précoce (32 ans) à sa force de travail, à sa persévérance et à son intelligence. À son crédit sont mentionnés le développement accéléré des chemins de fer, la fondation de deux universités de prestige, une bourse scolaire de renommée mondiale et même la fondation de deux pays. Sparks lui attribue surtout le mérite d'avoir, avec d'autres comme Barney Barnato, introduit l'esprit d'entreprise qui a jeté les bases de la révolution industrielle en Afrique du Sud et fait de ce pays le plus riche (à moment donné) et le plus développé du continent africain. De son côté, l'auteur zimbabwéen Peter Godwin, tout en critiquant Rhodes, souligne qu'il ne doit pas être jugé à travers d'autres prismes culturels et sociaux que de ceux de son époque. Il écrit que Rhodes était un homme de son temps et en aucun cas un « Hitler du XIXe siècle » ou quelconque autre monstre. S'il s'est mal comporté selon les normes d'aujourd'hui, écrit-il, ce ne fut « pas pire que les colons blancs d'Amérique du Nord, d'Amérique du Sud et d'Australie » et il ne peut pas lui être reproché, au contraire de ces derniers, de « génocide complet » des populations locales.

## Postérité
En 2004, Cecil Rhodes figure en 56e position des 100 plus grands sud-africains, programme télévisé en Afrique du Sud faisant voter le public.

### Hommages et critiques

#### Toponymie

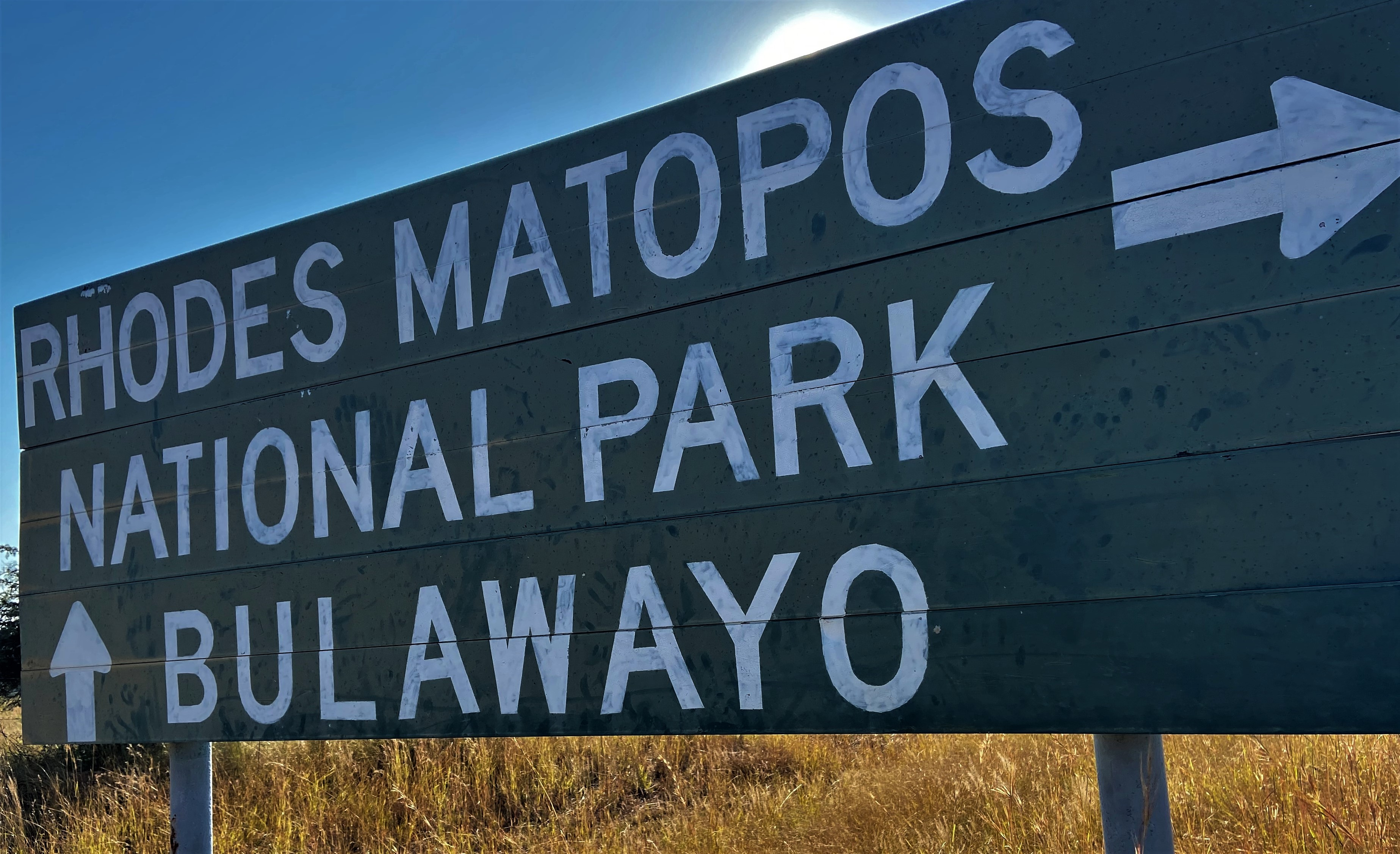
Signalétique sur le Rhodes Matopos National Park.

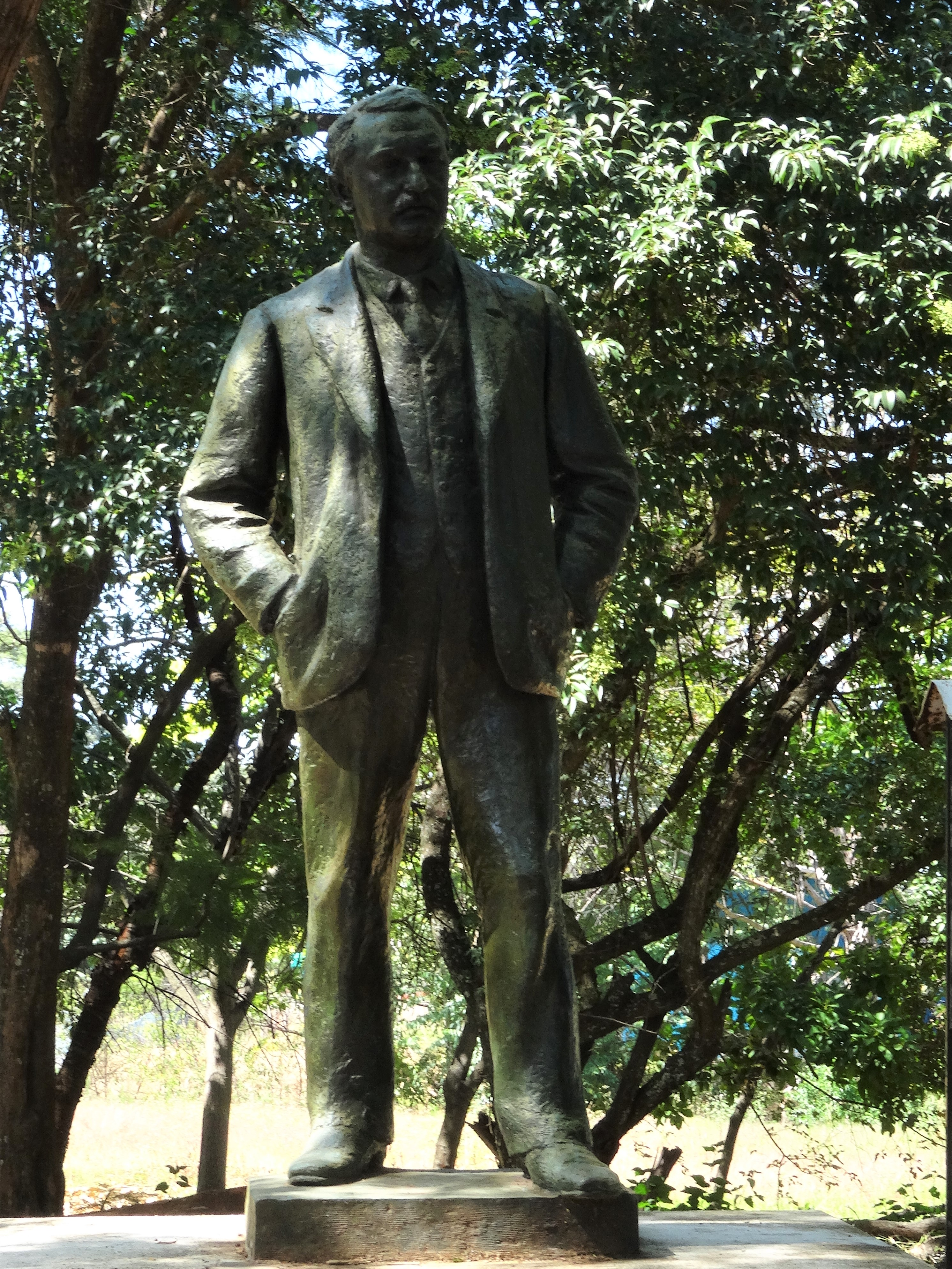
Statue de Cecil Rhodes, réalisée par John Tweed dans le parc des archives nationales du Zimbabwe. Elle était située, de 1928 jusqu'à juillet 1980, sur Jameson avenue, dans le centre de Salisbury.

La Rhodésie du Nord est devenue la Zambie en 1964.
La Rhodésie du Sud, plus communément appelée Rhodésie à partir de 1964, a proclamé unilatéralement son indépendance en 1965 afin de préserver la domination politique et économique de la minorité blanche. Le pays a finalement été rebaptisé Zimbabwe lors de sa seconde et véritable indépendance, en avril 1980. Les nouvelles autorités se sont par la suite appliquées à effacer du paysage les traces emblématiques de la période coloniale, en commençant par la toponymie et les effigies de Rhodes.
- En mai 1980, le portrait de Cecil Rhodes est retiré de la salle de réception de Government House et envoyé à la National Gallery de Salisbury.
- Le 1er aout 1980, sa statue érigée en 1928 sur Jameson avenue est déboulonnée quelques heures avant la visite officielle du président mozambicain Samora Machel et transportée aux archives nationales du Zimbabwe, où elle côtoie d'autres monuments rhodésiens (notamment une version de la statue physical energy érigée en 1959 à Lusaka). Les demandes de députés conservateurs britanniques pour la récupérer et l'installer ensuite à Salisbury, en Angleterre, n'ont pas eu de suite.
- La statue de Rhodes (1904) située sur Main street à Bulawayo est également retirée de l'espace public et déplacée au Natural History Museum of Zimbabwe au centre de la ville. Son wagon personnel, conservé en l'état, est exposé au musée des chemins de fer de Bulawayo, au côté de nombreuses locomotives et trains à vapeur de l'époque rhodésienne.
- En 1984, le parc national Rhodes-Matopos, où est située la tombe de Cecil Rhodes, est renommé parc national de Matopos. Sa sépulture constitue un des hauts lieux touristiques du pays et demeure en l'état malgré les menaces récurrentes de politiciens zimbabwéens de renvoyer au Royaume-Uni les restes du défunt. De même, le parc national Rhodes-Inyanga, créé par Rhodes dans l'est du Mashonaland, a été rebaptisé parc national de Nyanga au début des années 1980.

En dépit de la suppression globale du nom de Rhodes de la toponymie locale des principales villes du pays, plusieurs sites, équipements ou infrastructures du Zimbabwe conservent le nom de Rhodes à l'instar du barrage de Rhodes et de l'ancien cottage de Rhodes au parc national de Nyanga ou de l'école Cecil John Rhodes à Gweru. Si une voie nommée Cecil Rhodes Drive dans le quartier de Newlands, à Harare, n'a été officiellement renommée qu'en novembre 2019, et sans être concrètement appliquée (où l'avenue Rhodesville conserve son toponyme dans la même ville), une voie à son nom a été créée à Bulawayo (Cecil Avenue, qui rendait sans doute hommage à Lord Cecil, marquis de Salisbury,, promue en février 2020 sous le nom de Cecil John Rhodes Avenue), mais là aussi sans se concrétiser dans la signalétique.
Alors que le nom et les symboles de Rhodes ont été globalement retirés des espaces publics de Zambie et du Zimbabwe, son nom et son effigie sont toujours présents en Afrique du Sud et en Angleterre.

#### Statues et monuments
- Le Cap est la ville qui rend le plus hommage à Cecil Rhodes, où il est honoré en de multiples endroits :
  - Sa statue en bronze, érigée en 1908 et œuvre de Henry Pegram, domine le Jardin de la Compagnie (Company's Garden) au centre-ville. Montée sur un piédestal en grès conçu par Herbert Baker, Rhodes est représenté en costume trois-pièces, debout avec sa main gauche levée et pointant vers le nord. Sur le piédestal figure les mots Cecil John Rhodes (1853-1902) your hinterland is there. À l'origine, la statue devait être installée en haut de Adderley Street (à l'endroit où se situe de nos jours la statue de Smuts). Sir Herbert Baker s'y est opposé en raison de la proportion de la statue à côté de la cathédrale Saint-Georges et des bâtiments dans le voisinage.Le Rhodes Memorial au Cap.

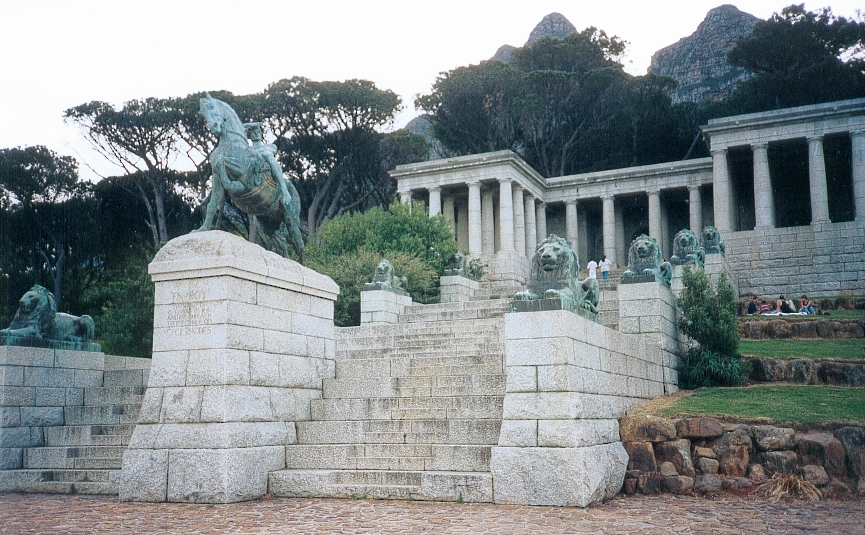
Le Rhodes Memorial au Cap.

  - Le Rhodes Memorial (1906-1911) est un ensemble monumental de style temple grec ancien, comprenant un buste de Rhodes, qui fut inauguré en 1912. La statue physical energy est également un hommage à Rhodes, à l'homme et au visionnaire. On accède au monument par Rhodes Drive. Plusieurs fois pris pour cible, en 2001 et en 2015, le buste de Cecil Rhodes est décapité à la meuleuse en juillet 2020, avant d'être restauré et renforcé[53].
  - Mandela Rhodes Building (ex-Rhodes Building) au centre du Cap[54].
  - les terrains qu'il a légués sur Devil's Peak (le Pic du Diable) sont devenus le campus de l'université du Cap,

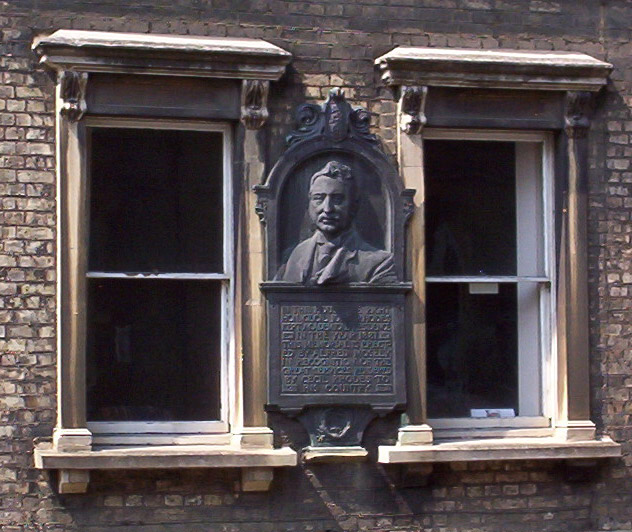
Portrait de Rhodes en fronton de sa maison à Oxford.

  - Déboulonnage de sa statue à l'université du Cap en avril 2015, à la suite du mouvement Rhodes Must Fall.Portrait de Rhodes en fronton de sa maison à Oxford.une statue inaugurée en 1934, sculptée par Marion Walgate, le représentant assis, le menton sur la main gauche dans une pose évoquant Le Penseur du sculpteur Auguste Rodin. Elle a été située à l'entrée de l'université du Cap à partir de 1962 avant d'être molestée par des étudiants panafricanistes puis déplacée en avril 2015 pour être mise à l'abri, à la suite d'une campagne intitulée Rhodes must fall (Rhodes doit tomber), soutenue par les Economic Freedom Fighters, prenant Rhodes pour cible et symbole des disparités raciales qui persisteraient au sein de l'institution universitaire[55]. Le même mouvement exige depuis 2015 que sa statue soit retirée de l'Oriel College de l'Université d'Oxford[30]. Malgré des manifestations et un consensus initial en faveur d'un retrait, l'université choisit en 2021, pour une raison de coût, de ne pas déboulonner la statue, comme elle s'était engagée à le faire en 2020[56].

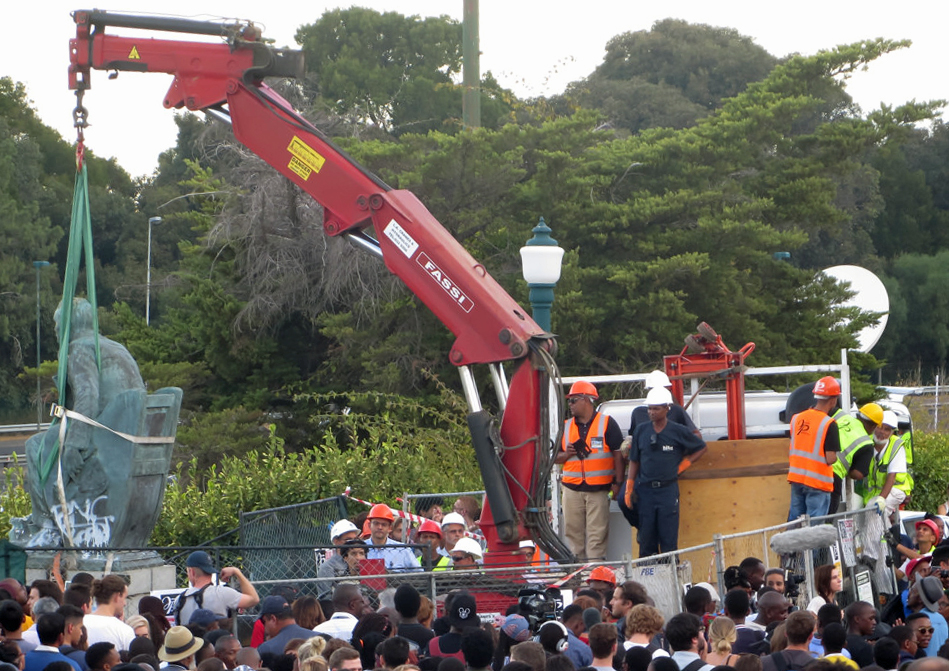
Déboulonnage de sa statue à l'université du Cap en avril 2015, à la suite du mouvement Rhodes Must Fall.

  - Groote Schuur, un manoir Cape Dutch situé à Rondebosch, sur les pentes du Pic du Diable, a été la résidence de Cecil Rhodes. Acheté par Rhodes en 1893 et transformé et réaménagé par Sir Herbert Baker, ce prestigieux bâtiment blanc de style hollandais a été de 1910 à 1994 la résidence officielle au Cap des premiers ministres de l'Afrique du Sud puis des présidents d’États Pieter Botha et Frederik de Klerk. Groote Schuur est maintenant un musée ouvert au public uniquement sur rendez-vous.
  - le cottage où il est décédé à Muizenberg est un musée.
- À Kimberley, à l'intersection de Du Toitspan Road, Regiment Way et d'Arcy Street a été érigée, en 1907, une statue équestre en bronze orientée vers le nord, représentant Cecil Rhodes sur son cheval, une carte de l'Afrique à la main, portant les vêtements qu'il avait durant son indaba avec les chefs matébélés. Œuvre de Hamo Thornycroft, elle a été financée par une souscription publique des habitants de Kimberley qui souhaitaient lui rendre hommage pour son action au bénéfice de la ville.
- L'université Rhodes, fondée en 1905, près de Grahamstown porte son patronyme.
- Le village de Rhodes (Cap-Oriental), où est située une station de ski, a été baptisé également en son honneur.
- À Mafeking, sa statue (1932) a été retirée de l'espace public dès le début des années 1980, alors que la ville était intégrée dans le bantoustan indépendant du Bophuthatswana. Replacée dans la cour de la gare de Mahikeng, elle a été transférée au Kimberley Club de Kimberley en 2010[57],[58].

#### Typographie
En 2013, l'artiste zimbabwéen Osmond Tshuma crée un police de caractères qu'il appelle Colonial Bastard Rhodes. Celle-ci se veut une représentation de « certaines caractéristiques de Cecil John Rhodes, impérialiste riche et avide de pouvoir » et le vecteur d’un propos sur le pouvoir et domination tels qu’ils pouvaient s’illustrer dans les publicités de l’époque coloniale.

### Culture populaire
Le personnage de Cecil Rhodes apparaît dans des films à caractères historiques, des romans, des livres de souvenirs et des œuvres de fiction.

#### Cinéma et télévision
- Rhodes of Africa (1936), un film de l'Autrichien Berthold Viertel où le personnage de Rhodes est interprété par l'acteur américain Walter Huston ;
- Le Président Krüger (1941), un film anti-britannique de l'Allemand Hans Steinhoff où Rhodes est interprété par l'acteur Ferdinand Marian ;
- Paul Kruger (1956), film sud-africain de Werner Grünbauer avec David Rens dans le rôle de Cecil Rhodes ;
- Rhodes: The Life and Legend of Cecil Rhodes (1996), une série télévisée britannique produite par David Drury et écrite par Antony Thomas. Elle raconte la vie de Cecil Rhodes, particulièrement sa relation avec la princesse Catherine Radziwill. Le personnage de Rhodes est interprété par Martin Shaw et par son fils Joe Shaw. Le film évoque notamment les relations de Cecil Rhodes avec ses secrétaires particuliers.

#### Littérature
- Cecil Rhodes - Man and Empire-Maker (1918) par Catherine Radziwill ;
- La Grande Œuvre du temps (Great Work of Time) (1989), par John Crowley[60] ;
- L'alliance de James A. Michener, un roman historique sur l'Afrique australe (1980) ;
- L'Œil du faucon (1980), À la conquête du royaume (1981), La Troisième Prophétie (1982), trois livres écrit par Wilbur Smith dans le cadre de sa saga consacrée aux Ballantyne.

## Citations
- « Je soutiens que nous [les Britanniques] sommes la première nation dans le monde, et que partout où nous nous installons, le mieux c'est pour le genre humain... J'ajoute que plus de territoires sont soumis à nos lois, moins les risques de guerre existeront »[3].
- « Les chances que Dieu existe sont au mieux 50-50. Par conséquent, je propose de lui laisser le bénéfice du doute. Et maintenant, que voudrait faire Dieu de ce monde ? Il voudrait qu'il fonctionne bien. J'ai vu les peuples du monde et je suis venu à la conclusion que la race anglophone porte les idéaux les plus élevés de Justice, de Liberté et de Paix. Par conséquent, je vais consacrer le reste de ma vie pour le dessein de Dieu pour rendre le monde anglais. Je vais travailler pour le développement de l'Empire britannique, pour amener l'ensemble du monde civilisé sous la domination britannique, pour la reconquête des États-Unis d'Amérique, pour placer le monde anglo-saxon au sein d'un seul Empire. Quel rêve ! et pour l'instant il est possible de le réaliser, il est même probable ... »[61]
- « Toutes ces étoiles… ces mondes immenses qui restent hors d'atteinte. Si je le pouvais, j'annexerais les autres planètes »[62].

### Biographies
- (en) Gordon Lesueur, Cecil Rhodes the Man and His Work, Ed. BiblioLife, 2009
- (en) Paul Maylam, The cult of Rhodes: remembering an imperialist in Africa, Ed. David Philipps, Claremont, Afrique du Sud, 2005
- Jean-Louis Escudier, Edmond Bartissol 1841-1916, CNRS éditions, 2000,  (ISBN 2-271-05798-1)
- Apollon Davidson, Cecil Rhodes and His Time, Moscou, Éditions du Progrès, 1988 (1re éd. 1984) (ISBN 5-01-001828-4)
- (en) Robert I. Rotberg, The Founder : Cecil Rhodes and the Pursuit of Power, Oxford, Oxford University Press, octobre 1988, 1re éd. (ISBN 978-0-19-504968-8)
- (en) Arthur Keppel-Jones, Rhodes and Rhodesia : The White Conquest of Zimbabwe, 1884-1902, Montreal, Québec et Kingston, Ontario, McGill-Queen's University Press, 1983 (ISBN 978-0-7735-0534-6)
- (en) John S. Galbraith, Crown and charter : the early years of the British South Africa company, Berkeley, Californie, University of California Press, 1974, 354 p. (ISBN 0-520-02693-4)
- (en) C.J. Lockhart & C.M. Woodhouse, Rhodes, Ed. Hodder & Stoughton, Londres, 1963
- (en) Felix Gross, Rhodes of Africa, Ed. Cassell, Londres, 1956
- André Maurois, Cecil Rhodes, Ed. Collins, Londres, 1953
- Pierre Dukay, Le Napoléon du Cap : Cecil Rhodes, Ed. Jules Tallandier, Paris, 1933
- Carroll Quigley, Histoire secrète de l'oligarchie anglo-américaine, Ed. Le retour aux sources, 2015